# 11363 Vives
11363 Vives eller 1998 EB12 är en asteroid i huvudbältet som upptäcktes den 1 mars 1998 av den belgiske astronomen Eric W. Elst vid La Silla-observatoriet. Den är uppkallad efter spanjoren Juan Luis Vives.
Asteroiden har en diameter på ungefär 4 kilometer.